# ترستنیتسا
ترستنیتسا (به صربی: Trstenica) یک منطقهٔ مسکونی در صربستان است که در اوبرنوواتس واقع شده‌است. ترستنیتسا ۱۵٫۵۱ کیلومتر مربع مساحت و ۷۹۲ نفر جمعیت دارد و ۹۹ متر بالاتر از سطح دریا واقع شده‌است.